# Chinese sperwerkoekoek
De Chinese sperwerkoekoek (Hierococcyx hyperythrus) is een soort koekoek uit het geslacht Hierococcyx. Deze soort parasiteert op zangvogels.
Vroeger werd deze soort beschouwd als ondersoort van de Maleise sperwerkoekoek (Hierococcyx fugax).

## Verspreiding en leefgebied
De Chinese sperwerkoekoek heeft een groot verspreidingsgebied, met name in zuidoostelijk Siberië, Japan, Korea en noordoostelijk China.